# Gaskiers-Point La Haye
Gaskiers-Point La Haye är en ort i Kanada.   Den ligger i provinsen Newfoundland och Labrador, i den östra delen av landet, 1 700 km öster om huvudstaden Ottawa. Gaskiers-Point La Haye ligger 2 meter över havet och antalet invånare är 233.
Terrängen runt Gaskiers-Point La Haye är varierad. Havet är nära Gaskiers-Point La Haye åt nordväst. Trakten runt Gaskiers-Point La Haye är nära nog obefolkad, med mindre än två invånare per kvadratkilometer.. Närmaste större samhälle är St. Mary's, 4,5 km nordost om Gaskiers-Point La Haye. 
I omgivningarna runt Gaskiers-Point La Haye växer i huvudsak blandskog.